# Benelux-Abkommen

Die drei Beneluxstaaten

Das Benelux-Abkommen ist ein am 20. Juni 1932 von Belgien, den Niederlanden und Luxemburg unterzeichneter Vertrag, der den langsamen Abbau von Zollschranken (jährliche Senkung von 10 %) zum Ziel hatte. Dieser sollte den Weg zu vereinfachtem Handel und einer gemeinsamen Wirtschaftspolitik ebnen. Ebenso werden andere europäische Staaten aufgefordert sich diesem Vertrag anzuschließen um die weiterhin grassierende Weltwirtschaftskrise zu beenden.
Das Benelux-Abkommen wurde 1958 durch den Benelux-Vertrag ersetzt.